# Сякухаті

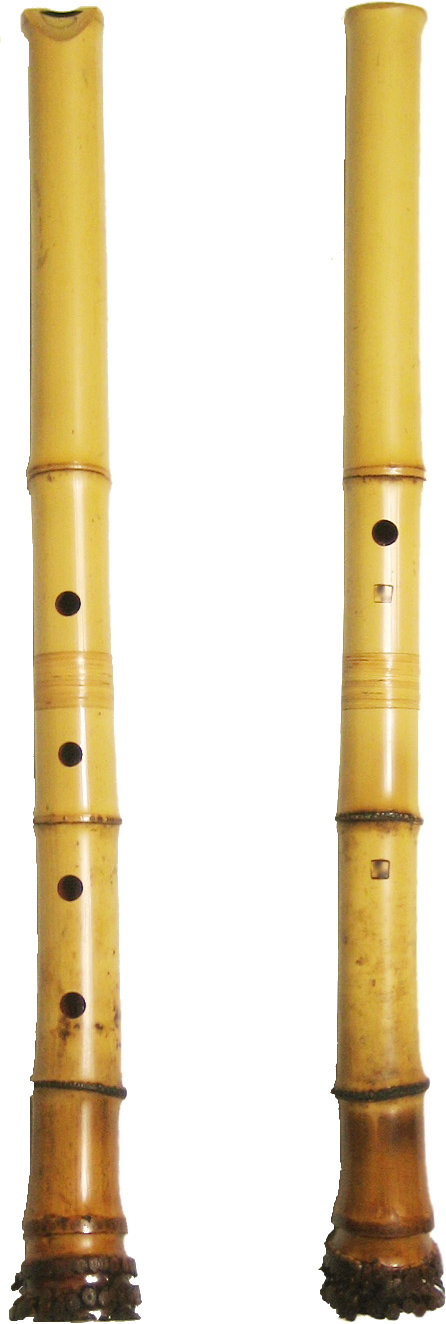
Сякухаті

Сякуха́ті, варіант транслітерації шякуха́чі (яп. 【尺八】, しゃくはち) — японський музичний духовий інструмент у вигляді бамбукової флейти. Завезений в Японію з танського Китаю у VIII столітті. Назва інструмента означає «один шяку і вісім сунів» і позначає його стандарту довжину — 54,5 см. Існує понад два десятки різновидів інструмента. Найпоширенішим з них є звичайна сякухаті, що має 5 отворів. Основні школи гри оформилися в XVIII — ХІХ столітті. Найбільшими з них є Кінко, Мьоан і Тодзан.

## Діапазон
Діапазон сякухаті починається ре першої октави, п'ять отворів на інструменті забезпечують гру у пентатонічному звукоряді. Проте використання специфічних технік, що мають назву кері або мері, сутність яких полягає у зміні кута вдування повітря, дозволяє змінювати висоту звуку в межах одного тону і більше. Крім того виконавець може прикривати отвори лише наполовину або на третину, що також позначається на висоті і забарвленні звуку. Існують і інші різновиди інструменту, наприклад довжиною 2,4 сяку (приблизно 73 см), з діапазоном від ля малої октави.

## Жанри

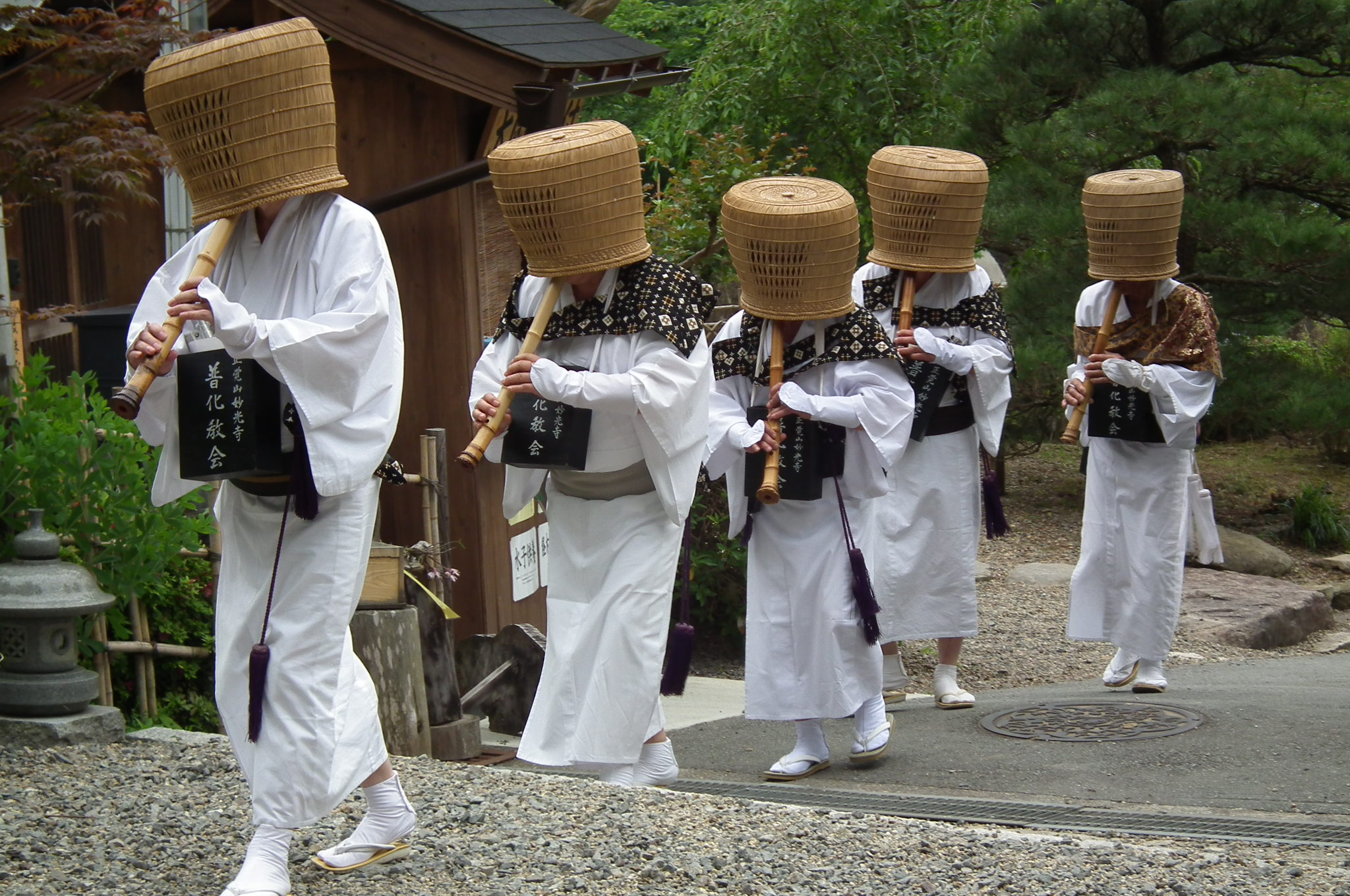
Буддистські монахи грають на шякухачі.

Традиційними для цього інструменту музичними жанрами є:
- Основні мелодії (【本曲】, хонкьоку) — основі твори для шякухачі, зокрема для буддистських медитацій.
- Мелодії з шямісеном (【三曲】, санкьоку) — виконується в ансамблі з кото і шямісеном
- Нові мелодії (【新曲】, шінкьоку) — сучасний жанр, увібрав європейські традиції

## Твори
Сучасні виконавці на шякухачі грають різноманітний репертуар включно з європейською класичною і джазом. Нижче наведено кілька творів популярної музики, в яких використовується звук шякухачі:
| Рік  | Виконавець                        | Альбом                           | уточнення                                                                        |
| ---- | --------------------------------- | -------------------------------- | -------------------------------------------------------------------------------- |
| 1974 | Tangerine Dream                   | Phaedra                          | «Sequent C'» [весь трек]                                                         |
| 1983 | Osamu Kitajima                    | Face to Face                     | «Tracks 2,3,5,7,9» [Tacoma Records TAK-7107]                                     |
| 1985 | Tangerine Dream                   | Le Parc                          | «Yellowstone Park» [0:00–0:05, 2:23–2:50]                                        |
| 1985 | Tangerine Dream                   | Legend OST                       | «Opening» [0:00–0:30]                                                            |
| 1985 | Tangerine Dream                   | Legend OST                       | «Unicorn Theme» [0:00–0:10]                                                      |
| 1985 | Dire Straits                      | Brothers in Arms                 | «Ride Across the River» [0:00-0:06]                                              |
| 1985 | Echo & the Bunnymen               | Songs to Learn & Sing            | «Bring On the Dancing Horses» [0:45-0:53 і в наступних приспівах]                |
| 1985 | Wang Chung                        | To Live and Die in L.A.(OST)     | «Wake Up, Stop Dreaming» [???–???]                                               |
| 1985 | Tears for Fears                   | Head Over Heels (single)         | «When in Love with a Blind Man» (b-side) [0:44-0:54, 1:32-1:36, 1:45-1:56]       |
| 1986 | Shriekback                        | Oil and Gold                     | «Coelocanth» [уся пісня]                                                         |
| 1986 | Coil                              | Horse Rotorvator                 | «The First Five Minutes After Death» [1:15–1:45, 2:38–3:38, 4:30–до кінця].      |
| 1986 | Peter Gabriel                     | So                               | «Sledgehammer» [0:00–0:16, 3:16–3:34]                                            |
| 1987 | Coil                              | Gold Is the Metal                | «The First Five Minutes After Violent Death» [0:30–1:30, 2:45–3:45, і т. д.]     |
| 1987 | Coil                              | Unnatural History III            | «Music for Commercials»: Liqueur [0:41–1:26] Natural Gas [03:15-04:00]           |
| 1987 | Roger Waters                      | Radio K.A.O.S.                   | «Me or Him» [0:09–0:22, 1:27–1:35, 2:06–2:20, і т. д.]                           |
| 1987 | Rush                              | Hold Your Fire                   | «Tai Shan»                                                                       |
| 1988 | And Also the Trees                | The Millpond Years               | «The Sandstone Man» [0:33–0:39, 3:25–4:36]                                       |
| 1988 | Sade                              | Stronger Than Pride              | «Love Is Stronger Than Pride» [0:28–0:33, 2:08–2:14, 2:28–2:33, 3:08–3:30, etc.] |
| 1989 | The Sugarcubes (Björk's ex-band)  | Here Today, Tomorrow, Next Week! | «Pump» [2:06-2:22]                                                               |
| 1990 | Enigma                            | MCMXC a.D.                       | «Sadeness (Principles of Lust, Part 1)» [1:14–1:54, 2:56–3:16]                   |
| 1991 | Клаус Шульце                      | Beyond Recall                    | «Airlights» [0:00–0:05, 0:15–0:20, 0:40–0:50, 1:00–1:05, etc.]                   |
| 1992 | Snap!                             | Exterminate!                     | «Exterminate! Feat. Nikki Harris» [2:20-2:52, etc.]                              |
| 1993 | Dave Brubeck                      | Late Night Brubeck               | «Koto Song» [4:30–9:50]-Bobby Militello's flute emulation                        |
| 1993 | Future Sound of London            | Cascade                          | «Cascade 1» [2:05–6:25] + «Cascade 6» [1:40–2:15], opener/closer tracks          |
| 1994 | Future Sound of London            | Lifeforms                        | «Little Brother» [4:00-5:13 (end)], closer track                                 |
| 1994 | Клаус Шульце as Richard Wahnfried | Trancelation                     | «The End-Someday» [2:17–2:36]                                                    |
| 1995 | Michael Bolton                    | Greatest Hits (1985-1995)        | «Can I Touch You… There?» [0:00–0:04, 3:26–3:50, 4:24–5:07]                      |
| 1995 | Juno Reactor                      | Beyond the Infinite              | «Samurai» [scattered throughout]                                                 |
| 1996 | Toshio Iwai                       | SimTunes                         | Piper, blue «bug» available voice, Low C3 to C5                                  |
| 1998 | Symphony X                        | Twilight in Olympus              | «Lady of the Snow» [0:00-0:26]                                                   |
| 2001 | Incubus                           | Morning View                     | «Aqueous Transmission» and «Circles»                                             |
| 2001 | Джон Зорн                         | The Gift                         | «Samarkan» [1:17-6:39] actual instrument                                         |
| 2003 | Linkin Park                       | Meteora                          | «Nobody's Listening» [0:00–2:57]                                                 |
| 2004 | Autumn Tears                      | Eclipse                          | «At a Distance» [0:32–0:56, 1:19–2:15, 2:37–3:04, 3:47–4:15]                     |
| 2010 | Andrea Carri                      | Partire                          | «Dove Andremo?» [0:31–1:21]                                                      |
| 2011 | Zenithrash                        | Restoration Of The Samurai World | «Ritual», «Harakiri», «The Samurai Metal»                                        |
| 2012 | Adam Tucker                       | Music by Peter Hallock           | «Night Music»                                                                    |